# Dalmazio Moner
Dalmazio Moner, in catalano Dalmau Moner (Santa Coloma de Farners, 1291 – Gerona, 24 settembre 1341), è stato un religioso spagnolo, proclamato beato, per equipollenza, da papa Innocenzo XIII nel 1721.
La principale fonte per la sua biografia deriva da un testo scritto dal suo discepolo Nicolas Eymerich, inquisitore generale della Corona d'Aragona, intorno al 1350.

## Biografia

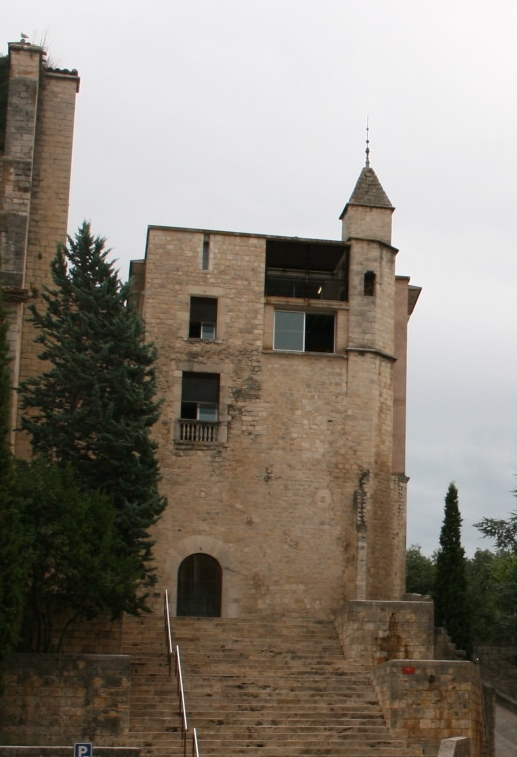
Il convento di San Domenico, a Gerona, dove studiò e insegnò Dalmazio.

Nacque nel 1291 in una ricca famiglia di Santa Coloma de Farners. Compì gli studi nel vicino monastero agostiniano di Sant Pere Cercada, da cui fu inviato a Gerona per lo studio delle arti liberali. Per pagarsi la retta, dava lezioni private in città e tra i suoi alunni figurava Pedro Sierra, che sarebbe diventato un giurista di fama.
A Gerona, Dalmazio entrò in contatto con i domenicani, presso il loro Capitolo generale. Nel 1308 andò a Montpellier per studiare logica. Nel 1310 tornò a Gerona per insegnare nel monastero di San Domenico, dove proseguì gli studi di logica e teologia. Nel 1314 andò a Valencia per studiare filosofia, in seguito a Barcellona e nuovamente Montpellier. Conseguì così il titolo di Dottore in teologia. Nel frattempo aveva già insegnato logica in altri monasteri domenicani – a Castelló d'Empúries, Tarragona, La Seu d'Urgell e Cervera.
Come monaco, si distinse per la stretta osservanza della regola dell'ordine. Così divenne maestro dei novizi e fu inviato in altre sedi in questa qualità: Castelló d'Empúries (1317-18), Manresa (1318, 1322), Cervera (1319, 1329) e Balaguer (1331).
Dalmazio preferiva la vita contemplativa all'apostolato, in realtà, e coglieva ogni occasione per ritirarsi in preghiera e fare penitenza. Dimostrò grande austerità e praticò voto di digiuno, in particolare negli ultimi quattro anni della sua vita. Nel 1336 ottenne il permesso di ritirarsi a vita eremitica nella grotta di San Maddalena, a Saint-Maximin-la-Sainte-Baume (Provenza). Dopo alcuni mesi, venne reclamato a Gerona.
Si ritirò nuovamente in una grotta nei pressi del monastero di Gerona, dove morì a 50 anni il 24 settembre 1341 dopo aver patito volontari stenti.
I suoi funerali furono molto affollati. Fu sepolto nello stesso monastero in cui aveva trascorso gran parte della sua vita.

## Culto
Fu considerato santo già in vita. Eymerich riferisce eventi prodigiosi occorsi a persone che ne avevano invocato l'intercessione. Dalmazio riceveva molte visite e richieste di aiuto, nonostante la propria resistenza per l'anelito di condurre un'esistenza tranquilla.
Sin da quell'epoca il popolo dei fedeli prese a chiamarlo "san Dalmazio", nome con cui è ancora conosciuto, nonostante non sia stato canonizzato in tal senso.
Il 13 agosto 1721 il papa Innocenzo XIII confermò la devozione popolare, proclamandolo beato.
Fu dichiarato compatrono della città di Gerona.
Nel 1835, il monastero fu desamortizzato e le sue spoglie furono traslate presso la cattedrale di Santa Maria (Gerona).
Nel 1951 l'Ordine domenicano fece ritorno a Gerona, prese possesso della Chiesa del Sacro Cuore e pose l'urna con le reliquie del beato sotto l'altare del tempio.

## Tradizioni popolari
È invocato contro la febbre e il mal di denti. A Gerona erano consuetudine portare i bambini al monastero per toccare la bocca e la reliquia di un dente di Dalmazio, per assicurarsi una buona dentizione.
A metà strada tra Gerona e Santa Coloma, c'è un posto chiamato Roca Dalmau (Roccia di Dalmazio). Secondo la tradizione, lo studente Dalmau ogni settimana o ogni due settimane praticava il cammino a piedi e si riposava in quel posto
L'Aster paniculatis, un fiore presente nella zona in cui aveva vissuto e che fiorisce in settembre, viene chiamato fiore di San Dalmazio.